# Kozak (véhicule)
Pour les articles homonymes, voir Kozak.
Le Kosak est un véhicule blindé de transport de troupes léger à roues. Il est ainsi nommé d'après le terme « cosaque » de la culture slave. C'est un véhicule fabriqué par Practika depuis 2014 après avoir été développé entre 2008 et  2009. En mars 2017 il est adopté officiellement comme véhicule militaire.

## Historique
Le premier véhicule Kozak (également connu sous le nom de Kozak-1) est apparu pour la première fois le 24 août 2009 lors du défilé militaire du défilé du Jour de l'indépendance à Kiev. 
Seuls deux véhicules sont fabriqués avant mars 2014. Le troisième véhicule (également connu sous le nom de « Kozak-2014 ») a été construit en novembre 2014 et est destiné à être une preuve de concept pour répondre à une demande croissante d'un MRAP mobile.  En mars 2015, le véhicule est armé de la mitrailleuse NSV 12.7 Utes. 
Une autre variante, le Kozak-2, est construite en 2015 et armée d'un système de missiles guidés antichars. Il apparaît au 169e centre d'entraînement en mai 2015. 
Le Ministère ukrainien de la Défense effectue des tests comparatifs sur 11 véhicules blindés de différents fabricants au début de 2016, mais seuls trois d'entre eux, dont le Kozak-2, ont réussi les tests d'État, indique le ministère. Les essais du Kozak-2M1, une version tactique améliorée du Kozak-2, se poursuivent d'octobre 2018 à juillet 2019, période au cours de laquelle le véhicule est testé avec plus de 50 techniques et dans un environnement de combat simulé. 
Le ministre de la Défense ukrainien Stepan Poltorak signe le 21 mars 2017 un décret adoptant officiellement le « Kozak-2 » en service. 
Le blindé est largement utilisé lors de l'invasion de l'Ukraine par la Russie. Parmi les unités identifiées qui utilisent les Kozak 2 et 2M : les 1re brigade et 3e brigade Spartiate de la Garde nationale de l'Ukraine, la 35e brigade d'infanterie navale, le 225e bataillon d'assaut les forces d'assaut aérien ukrainiennes (25e brigade aéroportée, 80e brigade d'assaut aérien, 81e brigade aéromobile, 95e brigade d'assaut aérien). Le Kozak 5 est également utilisé dans le 225e bataillon. Le Kozak-7 est utilisé par la Brigade Pomsta et la Brigade Lyut la police nationale,. 

Entre 2022 et 2024, 61 Kozak-2, 32 Kozak 2M1, 4 Kozak-5 et 32 Kozak-7 ont été perdus définitivement (perdus ou saisis).

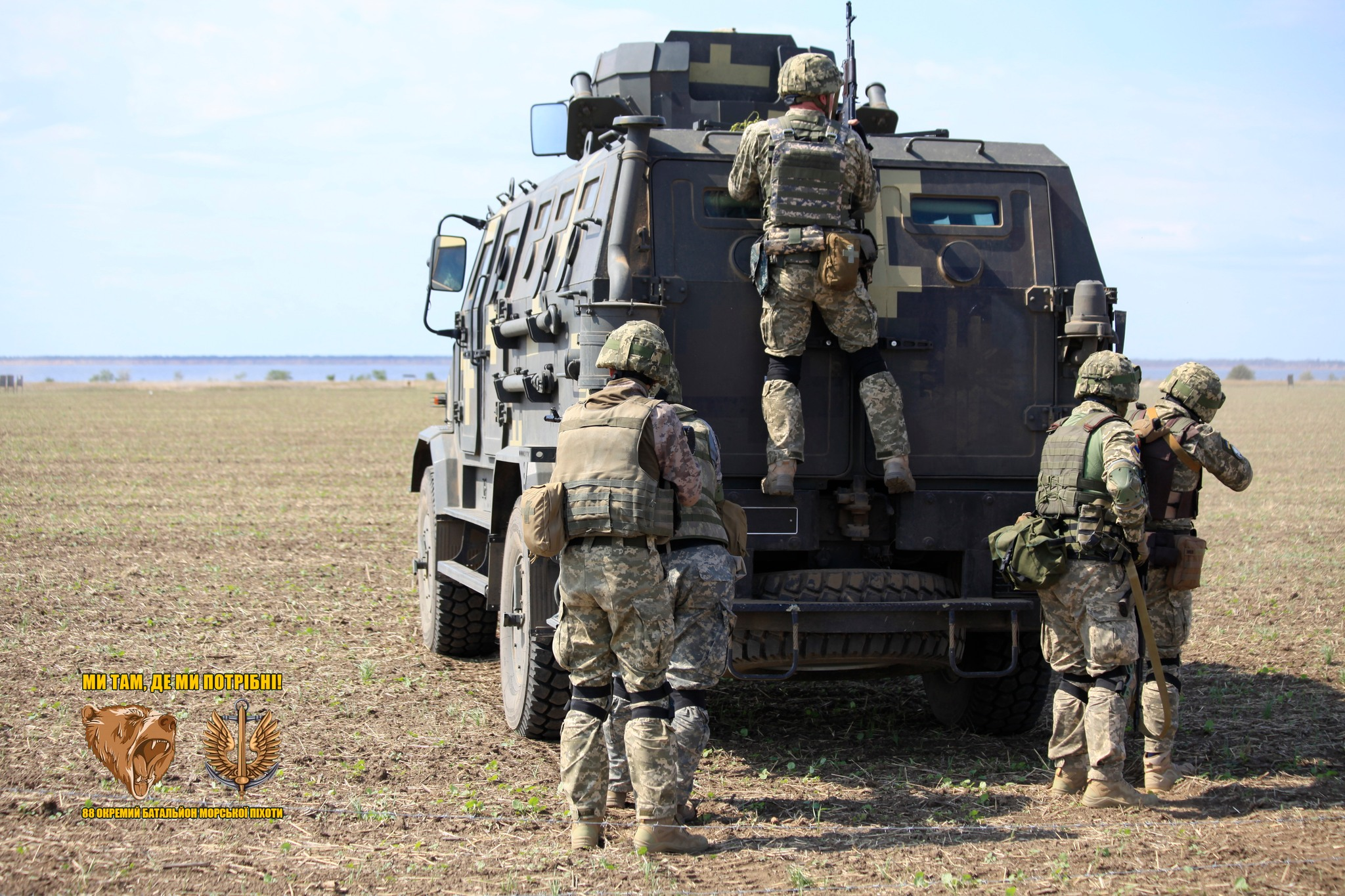
Un Kozak-2 équipant la 35e brigade d'infanterie navale (2022).

## Variantes
- SRM-1 « Kozak- » ( en ukrainien : СРМ-1 « Козак-1 » ) – Véhicule blindé léger basé sur le châssis 4x4 Iveco Daily 55S18W
- « Kozak-001 » ( en ukrainien : « Козак-001 » ) – Le premier lot de production du Kozak-2, adopté par la Garde nationale.
- « Kozak-2 » ( en ukrainien : « Козак-2 » ) est un véhicule blindé polyvalent qui allie durabilité et charge utile opérationnelle élevée à une mobilité dynamique et à une résistance aux mines. Basé sur le châssis du camion Iveco Eurocargo 4×4[12]. 
  - « Kozak-2M1 » – Une version améliorée du Kozak-2, destinée à être utilisée comme véhicule de combat tactique[12].
- « Kozak-4 » – Un véhicule utilitaire blindé léger basé sur le châssis Iveco Daily.
- « Kozak-5 » – Un véhicule d'opérations spéciales pour la police et les forces spéciales, basé sur le châssis Ford F550 disponible dans le commerce avec le moteur de 6,7 L, spécialement modifié en utilisant la conversion officielle Ford « DBL Design »[13].

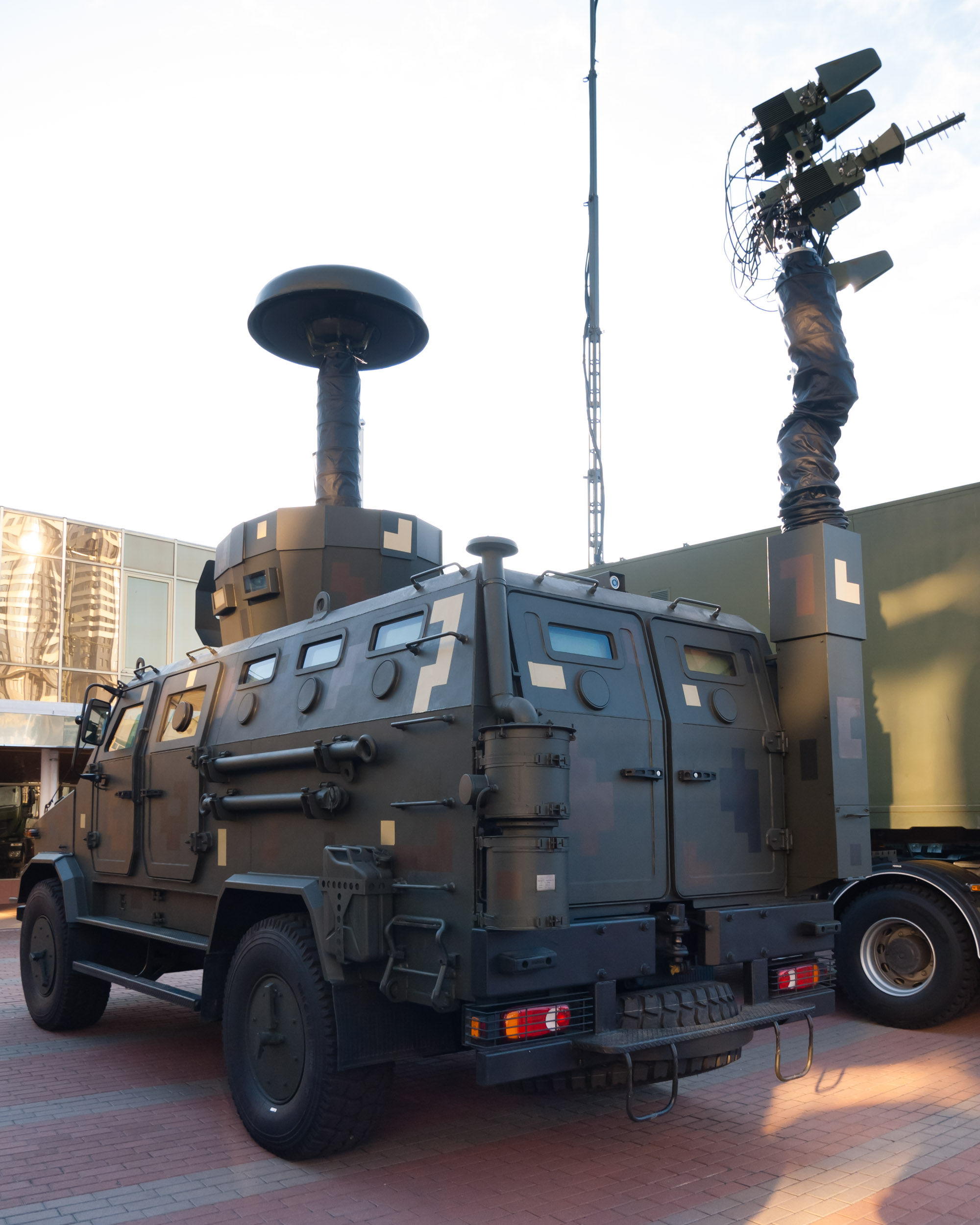
Kozak 2 en 2019.
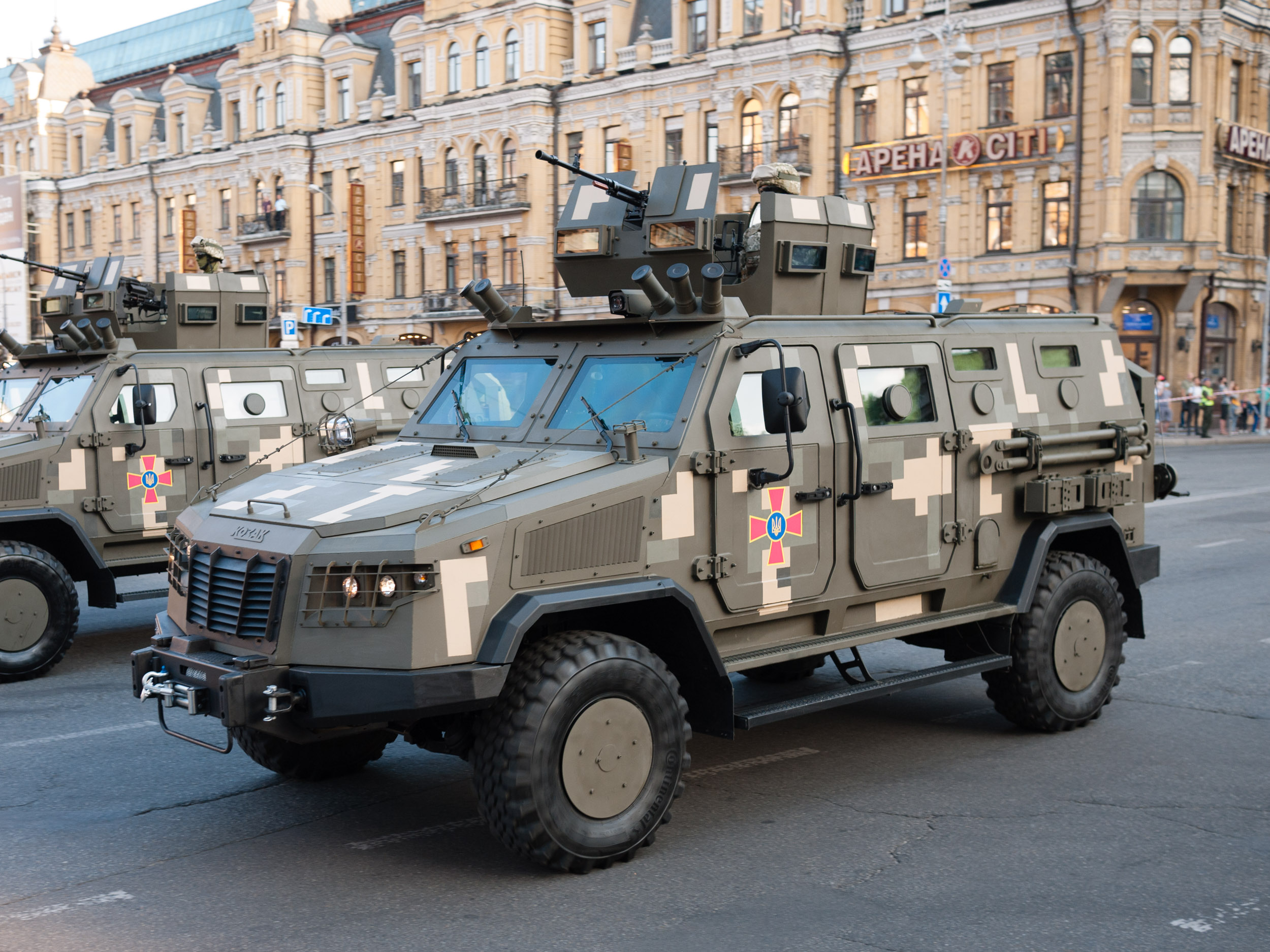
2 M en 2021.
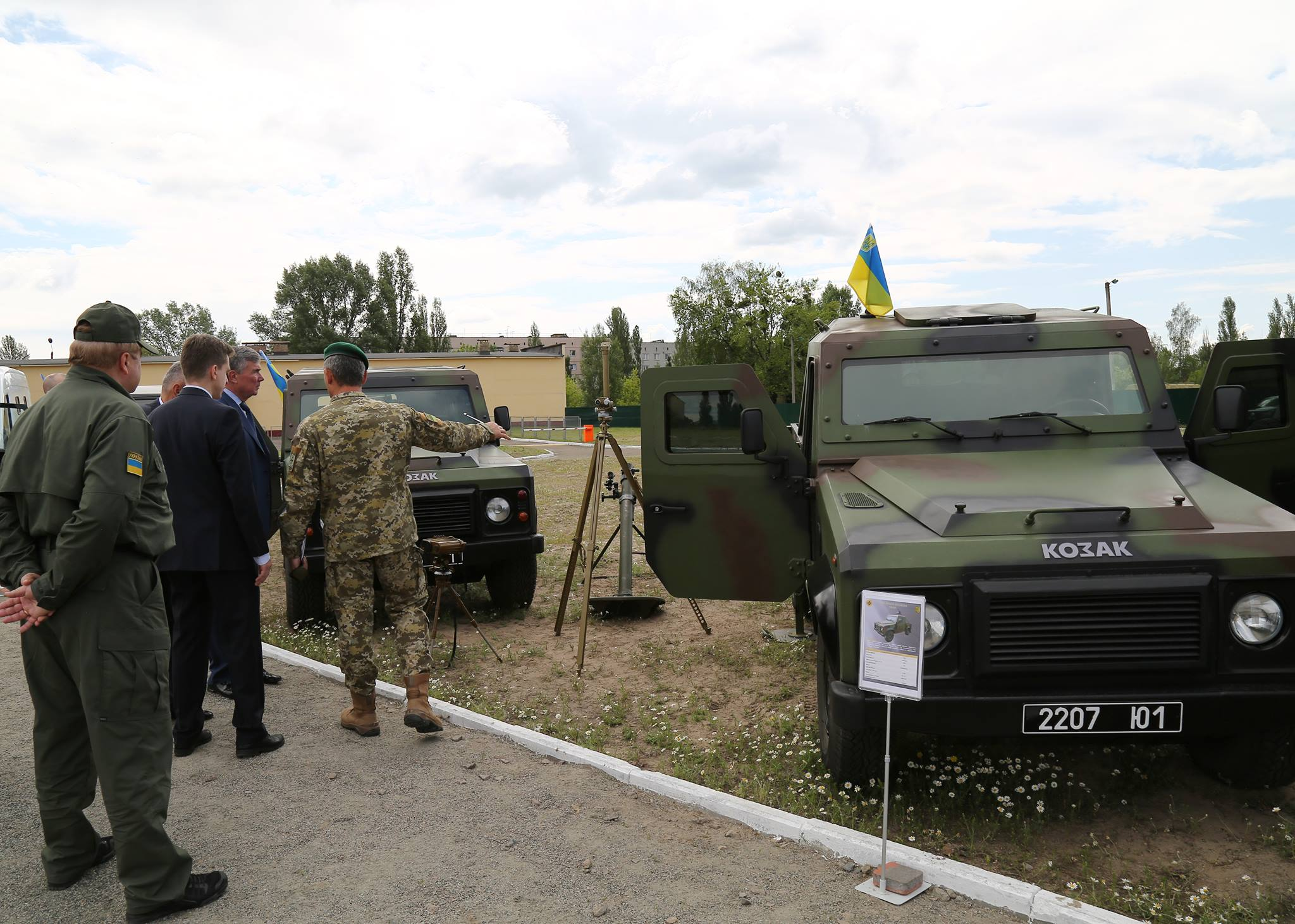
Kozak 4 des gardes frontières.
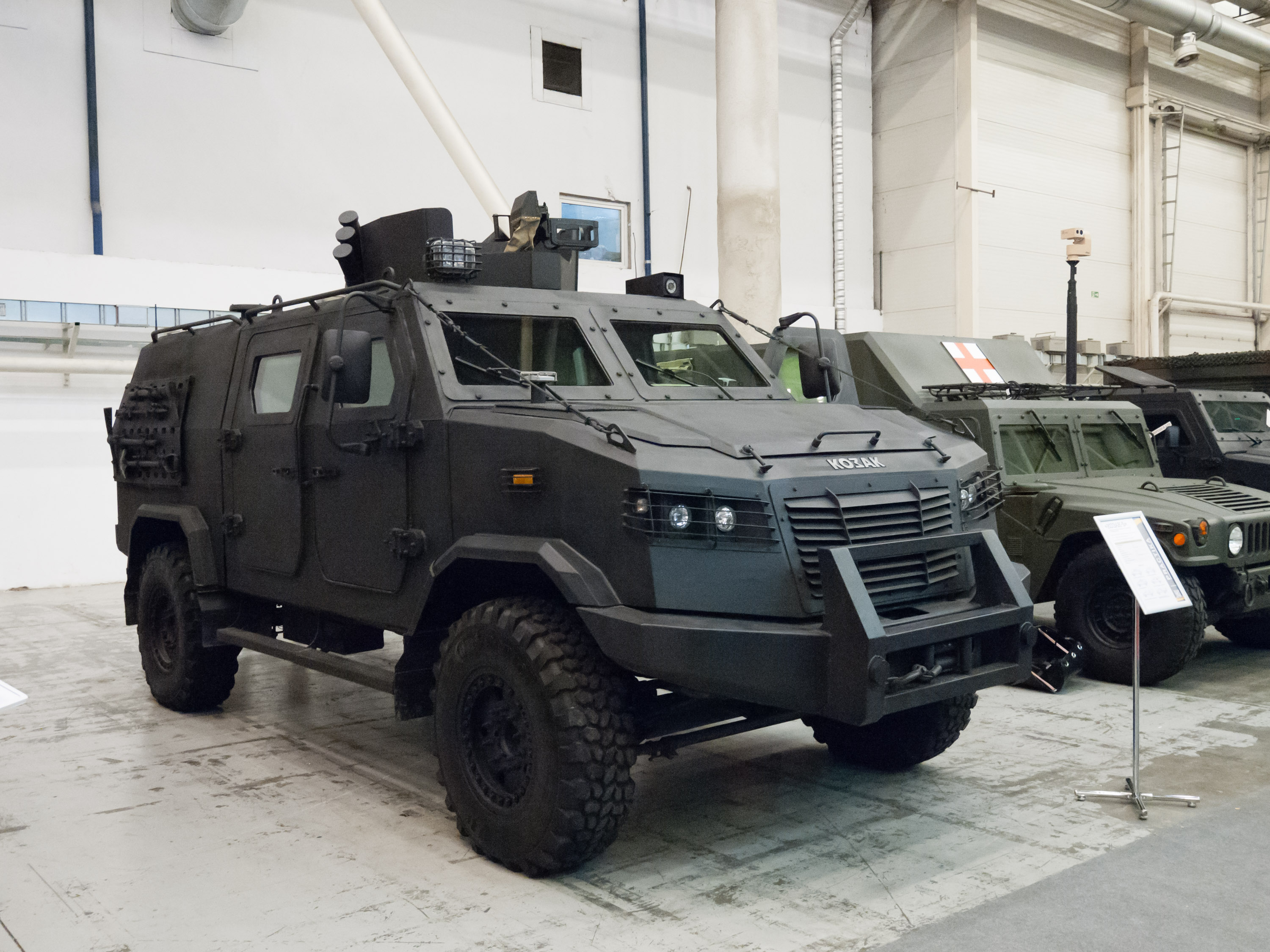
Kozak 5.
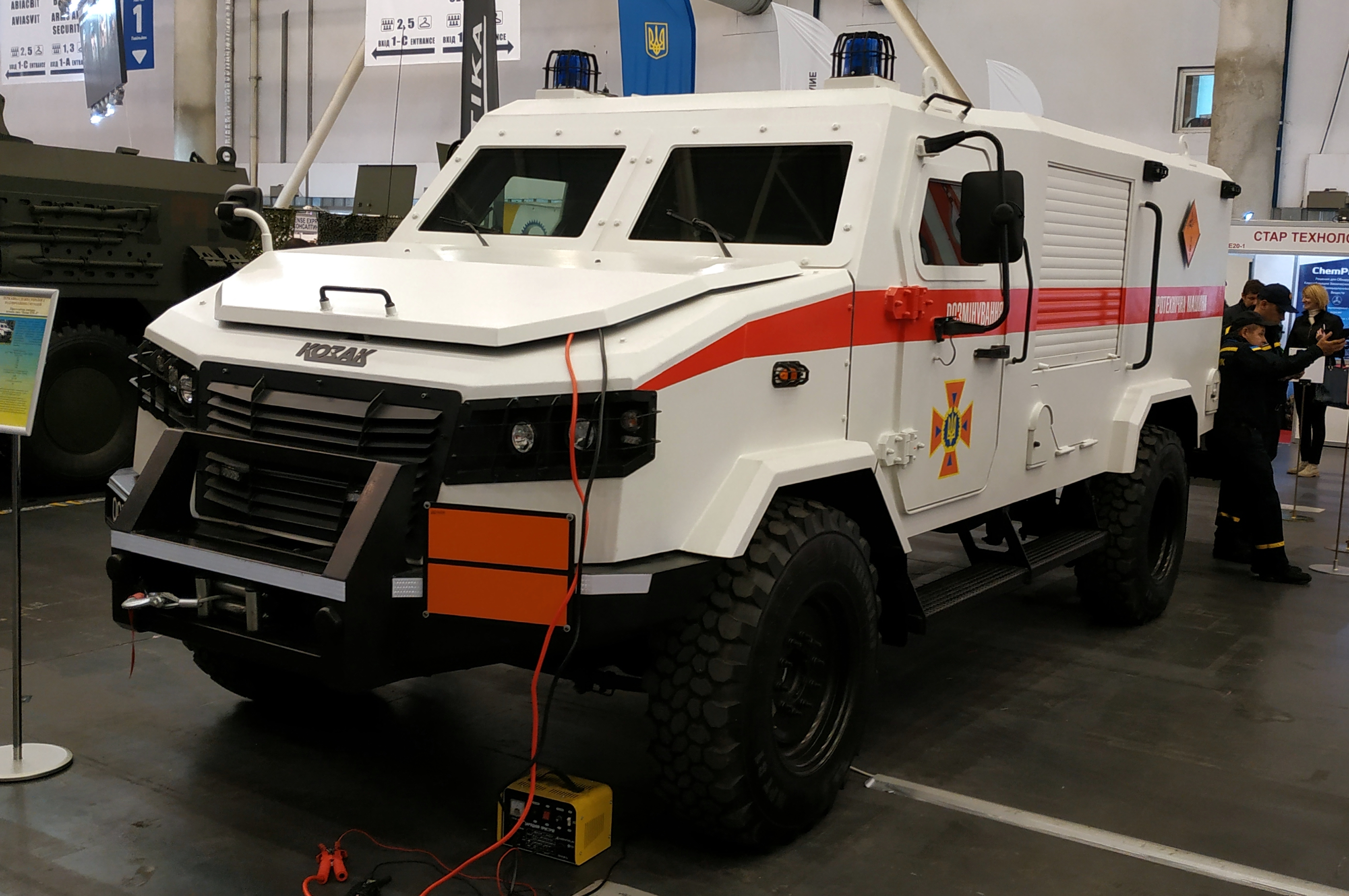
Kozak 5 du ministère des situations d'urgence.

## Pays utilisateurs
- Indonésie[14]
- Ukraine :
  - Service national des gardes-frontières d'Ukraine,
  - Forces armées de l'Ukraine,
  - Ministère des Situations d'urgence (Ukraine),
  - Garde nationale de l'Ukraine.